# Temporada 1995-96 de los Golden State Warriors
La temporada 1995-96 fue la quincuagésima de los Warriors en la NBA, la trigésimo cuarta en el Área de la Bahía de San Francisco, a donde llegaron procedentes de Filadelfia, y la vigesimoquinta en la ciudad de Oakland con la denominación de Golden State Warriors. La temporada regular acabó con 36 victorias y 46 derrotas, acabando en la novena posición de la Conferencia Oeste, no logrando clasificarse para los playoffs.

## Elecciones en elDraft
| Ronda | Puesto | Jugador          | Posición  | Nacionalidad   | Universidad              |
| ----- | ------ | ---------------- | --------- | -------------- | ------------------------ |
| 1     | 1      | Joe Smith        | Ala-Pívot | Estados Unidos | Maryland                 |
| 2     | 34     | Andrew DeClercq  | Pívot     | Estados Unidos | Florida                  |
| 2     | 40     | Dwayne Whitfield | Ala-Pívot | Estados Unidos | Jackson State            |
| 2     | 50     | Martin Lewis     | Escolta   | Estados Unidos | Seward Community College |
| 2     | 55     | Michael McDonald | C         | Estados Unidos | New Orleans              |

## Temporada regular
| División Pacífico        | División Pacífico | División Pacífico | División Pacífico | División Pacífico | División Pacífico | División Pacífico | División Pacífico | División Pacífico |
| Equipo                   | G                 | P                 | %                 | PD                | Casa              | Fuera             | Div               |                   |
| ------------------------ | ----------------- | ----------------- | ----------------- | ----------------- | ----------------- | ----------------- | ----------------- | ----------------- |
| y-Seattle SuperSonics    | 64                | 18                | .780              | –                 | 38–3              | 26–15             | 21–3              |                   |
| x-Los Angeles Lakers     | 53                | 29                | .646              | 11                | 30–11             | 23–18             | 17–7              |                   |
| x-Portland Trail Blazers | 44                | 38                | .537              | 20                | 26–15             | 18–23             | 11–13             |                   |
| x-Phoenix Suns           | 41                | 41                | .500              | 23                | 25–16             | 16–25             | 9–15              |                   |
| x-Sacramento Kings       | 39                | 43                | .476              | 25                | 26–15             | 13–28             | 11–13             |                   |
| Golden State Warriors    | 36                | 46                | .439              | 28                | 23–18             | 13–28             | 7–17              |                   |
| Los Angeles Clippers     | 29                | 53                | .354              | 35                | 19–22             | 10–31             | 7–17              |                   |

## Estadísticas

### Temporada regular
| Rk | Jugador           | Edad | P  | PT | MP   | TC  | TCI  | %TC  | T3  | T3I | %T3  | TL  | TLI | %TL  | RO  | RD  | RT  | AS  | RB  | TAP | BP  | FP  | PTS  |
| -- | ----------------- | ---- | -- | -- | ---- | --- | ---- | ---- | --- | --- | ---- | --- | --- | ---- | --- | --- | --- | --- | --- | --- | --- | --- | ---- |
| 1  | Latrell Sprewell  | 25   | 78 | 78 | 39.3 | 6.6 | 15.4 | .428 | 1.2 | 3.6 | .323 | 4.5 | 5.7 | .789 | 1.6 | 3.3 | 4.9 | 4.2 | 1.6 | 0.6 | 2.8 | 1.9 | 18.9 |
| 2  | Joe Smith         | 20   | 82 | 82 | 34.4 | 5.7 | 12.5 | .458 | 0.1 | 0.3 | .357 | 3.7 | 4.8 | .773 | 3.7 | 5.1 | 8.7 | 1.0 | 1.0 | 1.6 | 1.7 | 2.7 | 15.3 |
| 3  | Chris Mullin      | 32   | 55 | 19 | 29.4 | 4.9 | 9.8  | .499 | 1.1 | 2.7 | .393 | 2.5 | 2.9 | .856 | 0.8 | 2.1 | 2.9 | 3.5 | 1.4 | 0.6 | 2.2 | 2.3 | 13.3 |
| 4  | Tim Hardaway      | 29   | 52 | 18 | 28.6 | 4.9 | 11.7 | .421 | 1.6 | 4.5 | .366 | 2.7 | 3.5 | .769 | 0.4 | 2.1 | 2.5 | 6.9 | 1.4 | 0.2 | 2.4 | 2.5 | 14.1 |
| 5  | Rony Seikaly      | 30   | 64 | 60 | 28.3 | 4.5 | 8.9  | .502 | 0.0 | 0.0 | .667 | 3.2 | 4.4 | .723 | 2.6 | 5.2 | 7.8 | 1.1 | 0.6 | 1.1 | 2.8 | 3.4 | 12.1 |
| 6  | Kevin Willis      | 33   | 28 | 18 | 27.8 | 4.6 | 10.7 | .433 | 0.0 | 0.1 | .250 | 1.9 | 2.8 | .701 | 2.6 | 5.1 | 7.8 | 0.7 | 0.5 | 0.6 | 2.2 | 3.4 | 11.3 |
| 7  | B.J. Armstrong    | 28   | 82 | 64 | 27.6 | 4.1 | 8.9  | .468 | 1.2 | 2.5 | .473 | 2.9 | 3.4 | .839 | 0.3 | 2.0 | 2.2 | 4.9 | 0.8 | 0.1 | 1.6 | 1.8 | 12.3 |
| 8  | Bimbo Coles       | 27   | 29 | 3  | 25.3 | 3.0 | 7.5  | .399 | 0.9 | 2.8 | .305 | 1.0 | 1.3 | .763 | 0.4 | 1.7 | 2.0 | 4.3 | 1.1 | 0.2 | 1.7 | 2.7 | 7.9  |
| 9  | Jerome Kersey     | 33   | 76 | 58 | 21.3 | 2.7 | 6.6  | .410 | 0.0 | 0.2 | .176 | 1.3 | 1.9 | .660 | 2.0 | 2.8 | 4.8 | 1.5 | 1.2 | 0.6 | 1.0 | 2.7 | 6.7  |
| 10 | Chris Gatling     | 28   | 47 | 2  | 18.3 | 3.6 | 6.6  | .555 | 0.0 | 0.0 | .000 | 1.8 | 2.8 | .636 | 1.7 | 3.5 | 5.1 | 0.6 | 0.4 | 0.6 | 1.3 | 2.9 | 9.1  |
| 11 | Donyell Marshall  | 22   | 62 | 6  | 15.1 | 2.0 | 5.1  | .398 | 0.5 | 1.5 | .298 | 1.0 | 1.3 | .771 | 1.0 | 2.4 | 3.4 | 0.8 | 0.4 | 0.5 | 0.8 | 1.3 | 5.5  |
| 12 | Clifford Rozier   | 23   | 59 | 1  | 12.3 | 1.3 | 2.3  | .585 | 0.0 | 0.0 | .000 | 0.4 | 0.9 | .473 | 1.2 | 1.7 | 2.9 | 0.4 | 0.3 | 0.5 | 0.7 | 2.3 | 3.1  |
| 13 | Jon Barry         | 26   | 68 | 0  | 10.5 | 1.3 | 2.7  | .492 | 0.6 | 1.4 | .473 | 0.5 | 0.5 | .838 | 0.3 | 0.7 | 0.9 | 1.3 | 0.5 | 0.2 | 0.6 | 0.8 | 3.8  |
| 14 | Andrew DeClercq   | 22   | 22 | 1  | 9.2  | 1.1 | 2.3  | .480 | 0.0 | 0.0 | .000 | 0.5 | 0.9 | .579 | 0.8 | 1.0 | 1.8 | 0.4 | 0.3 | 0.2 | 0.2 | 1.4 | 2.7  |
| 15 | Robert Churchwell | 23   | 4  | 0  | 5.0  | 0.8 | 2.0  | .375 | 0.0 | 0.0 |      | 0.0 | 0.0 |      | 0.0 | 0.8 | 0.8 | 0.3 | 0.0 | 0.0 | 0.5 | 0.3 | 1.5  |
| 16 | David Wood        | 31   | 21 | 0  | 4.6  | 0.3 | 0.7  | .500 | 0.0 | 0.1 | .333 | 0.3 | 0.4 | .875 | 0.3 | 0.4 | 0.8 | 0.2 | 0.1 | 0.0 | 0.1 | 1.1 | 1.0  |
| 17 | Geert Hammink     | 26   | 3  | 0  | 3.3  | 0.3 | 0.7  | .500 | 0.0 | 0.0 |      | 0.7 | 1.0 | .667 | 0.0 | 0.3 | 0.3 | 0.0 | 0.0 | 0.0 | 0.0 | 0.3 | 1.3  |